# Glenea rufobasaloides
Glenea rufobasaloides là một loài bọ cánh cứng trong họ Cerambycidae.